# Pakistan Army FC
Der Pakistan Army FC ist ein Armeesportverein der pakistanischen Armee. Aktuell spielt der Verein in der höchsten Liga des Landes, der Pakistan Premier League. Seine Heimspiele trägt der Verein im Armeestadion von Rawalpindi aus. 2006 und 2007 nahm der Verein am AFC President’s Cup teil, kam jedoch nie über die Gruppenphase hinaus.

## Vereinserfolge

### National
- Pakistan Premier League

Meister 1993, 1995, 2005, 2006
- PFF Cup: 2000, 2001, 2019

## Leistung in AFC Wettbewerbe
- AFC President’s Cup

Gruppenphase 2006, 2007
- AFC Champions League

zweite Qualifikationsrunde 1994